# Trachea tessellata
Trachea tessellata är en fjärilsart som beskrevs av Louis Beethoven Prout 1925. Trachea tessellata ingår i släktet Trachea och familjen nattflyn. Inga underarter finns listade i Catalogue of Life.